# پیتزاله
پیتزاله (به ایتالیایی: Pizzale) یک کومونه در ایتالیا است که در استان پاویا واقع شده‌است. پیتزاله ۷٫۳ کیلومتر مربع مساحت و ۶۴۳ نفر جمعیت دارد و ۷۲۸ متر بالاتر از سطح دریا واقع شده‌است.